# Theo Aalbers
Theo Aalbers (Utrecht, 9 februari 1938 – 28 maart 2017) was een Nederlands voetbalbestuurder die van 1984 tot 1993 voorzitter van betaaldvoetbalclub FC Utrecht was.

## Loopbaan
Aalbers was directeur van de afdeling Utrecht van de Nederlandsche Middenstandsbank (later opgenomen in ING Bank) toen hij in 1984 de functie van voorzitter overnam van Willem Kernkamp. In de periode daarvoor stond Cees Werkhoven aan het hoofd van de club, maar deze voerde een financieel wanbeleid en was niet bij machte het opkomende supportersgeweld de kop in te drukken. Aalbers slaagde hier wel in en trad meerdere malen op als redder van de club. Zo gaf hij een groot deel van de hoofdmacht een parttimebaan bij de NMB toen de salarissen niet meer konden worden betaald. Ook was hij verantwoordelijk voor de komst van spelers als Erik Willaarts en John van Loen.
In 1993 gaf hij het stokje over aan Ted Elsendoorn. In 2003 keerde hij terug bij FC Utrecht als lid van het bestuur dat de sanering van de in financiële moeilijkheden verkerende club moest coördineren.
Hij overleed plotseling op 79-jarige leeftijd.